# Dorstenia annua
Dorstenia annua är en mullbärsväxtart som beskrevs av I. Friis och K. Vollesen. Dorstenia annua ingår i släktet Dorstenia och familjen mullbärsväxter. Inga underarter finns listade i Catalogue of Life.